# Monestir del Pintor
El monestir del Pintor (en búlgar: Зографски манастир, Zografski manastir; en grec: Μονή Ζωγράφου, Moní Zografu) és un monestir ortodox búlgar del Mont Atos. Tradicionalment es va fundar al segle x pels tres monjos búlgars provinents d'Ocrida, i sempre ha estat considerat com el monestir històric de Bulgària a l'Atos. El nom del monestir es deriva d'una icona de Sant Jordi del segle xiii o xiv, del que tradicionalment se li han atribuït efectes miraculosos, i s'ha dit que no havia estat pintat per una mà humana (Zografos en grec significa pintor).

## Història
La història escrita del monestir es remunta al 980. Durant l'edat mitjana, el monestir va rebre el suport generós dels governants de Bulgària, com Ivan Assèn II i Ivan Alexandre, ja que era un motiu d'orgull per a l'Església Ortodoxa Búlgara mantenir un monestir al Mont Atos. També va rebre ajudes d'origen romà d'Orient (Lleó VI el Filòsof), serbi, i romanès.
El monestir fou saquejat i cremat pels croats el 1275, sota les ordres de l'emperador romà d'Orient Miquel VIII Paleòleg, resultant morts 26 monjos. La raó d'aquest atac va ser l'oposició dels monjos del Mont Atos al Concili de Lió II, que proclamava la unió i la submissió de l'església grega al Papa, i que l'emperador havia recolzat per raons polítiques. Atès que l'emperador no podia atacar els monjos grecs, sense incórrer en la ira del seu propi poble, va descarregar la seva frustració sobre els monjos eslaus. Després d'haver penjat el Protos (governant electe de l'Atos), i d'haver mort molts monjos a Vatopedi, el Monestir dels Ibers i d'altres monestirs, els llatins van atacar el Monestir del Pintor. El seu martiri es commemora anualment el 10 d'octubre (23 d'octubre en el calendari gregorià) en tota l'Església Ortodoxa.
Durant els atacs i saquejos de la Companyia Catalana d'Orient a l'Atos (1307-1309), el Monestir del Pintor patí una important destrucció, com la majoria dels monestirs de la muntanya. La recuperació posterior fou possible gràcies a l'ajuda dels emperadors de la Dinastia dels Paleòlegs i els principats del Danubi (Moldàvia i Valàquia). El monestir també va rebre en donació nombroses metochia (propietats) en algunes zones de Romania, Bulgària, Rússia, i l'actual Turquia, però actualment només conserva les que estan a Grècia. En el seu aspecte modern el monestir existeix des del segle xvi, mentre que els seus actuals edificis dies data a partir de mitjans del segle xviii. L'ala sud va ser construïda el 1750, l'est el 1758, la petita església va ser erigida el 1764 i la gran el 1801. L'ala nord i oest són de la segona meitat del segle xix. La construcció va acabar el 1896 amb l'església dels Sants Ciril i Metodi, i l'elevació de la torre del campanar.
Entre les nombroses relíquies i d'altres objectes sagrats que es guarden al monestir hi ha la icona de la Mare de Déu de l'Acatist, la festa de la qual se celebra el 10 d'octubre.

## Biblioteca

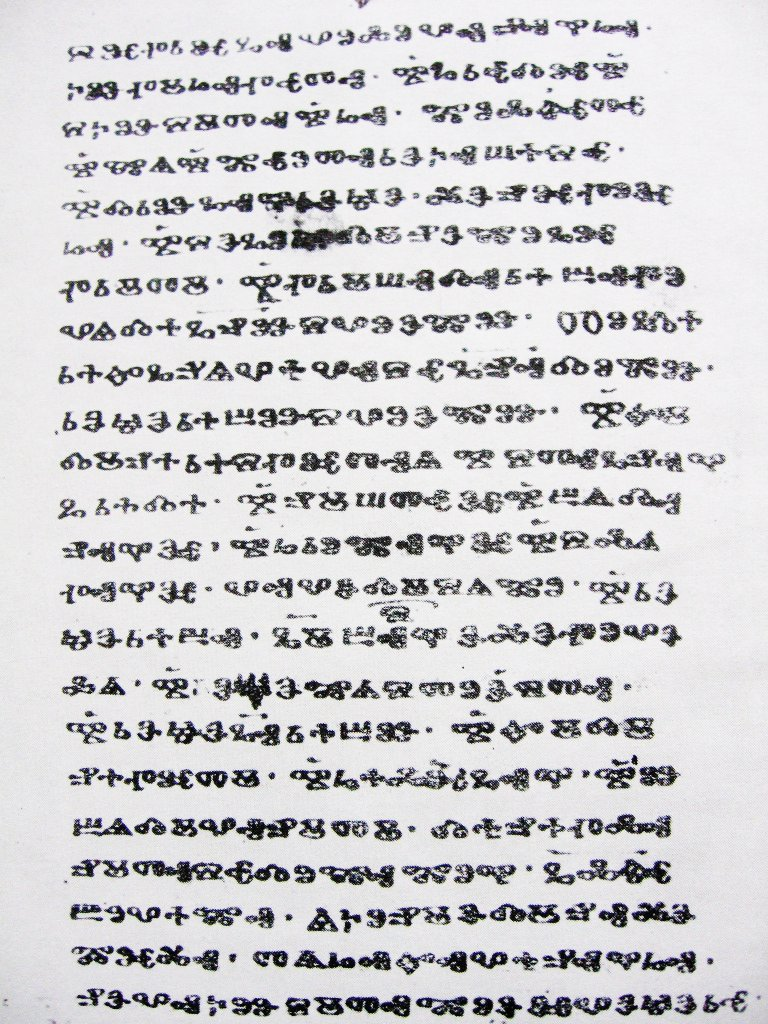
Pàgina del Codex Zographensis

El Monestir del Pintor posseeix una biblioteca de gran importància per a la cultura búlgara. Preserva manuscrits medievals, com ara una còpia del segle xv de Sant Naüm d'Ocrida, una del segle xiv de Santa Paraskeva, i l'esborrany original de Istoriya Slavyanobolgarskaya de Païssi de Hilendar. La biblioteca conté 388 manuscrits monàstics en eslau i 126 en grec, així com prop de 10.000 llibres impresos.

## Imatges

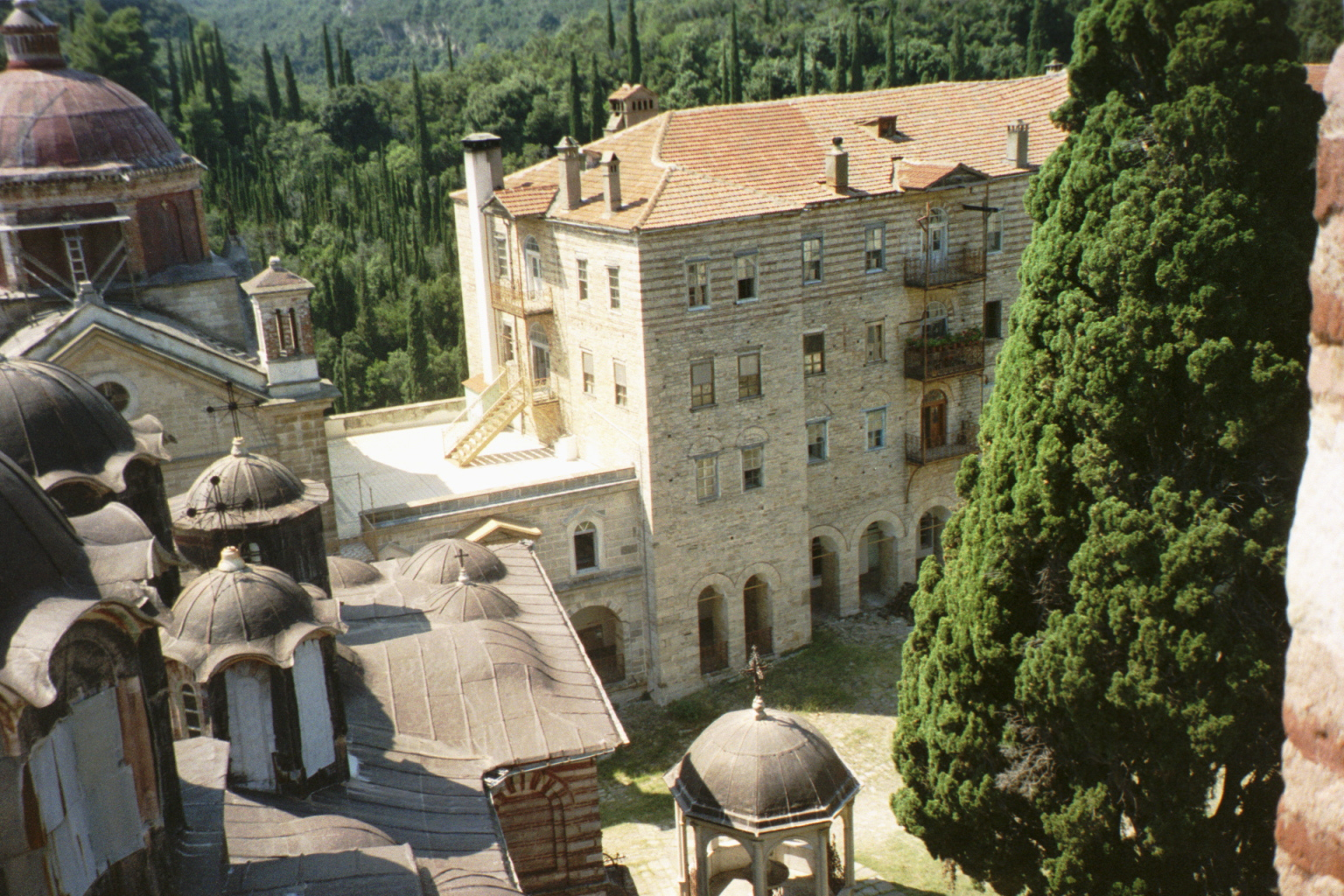
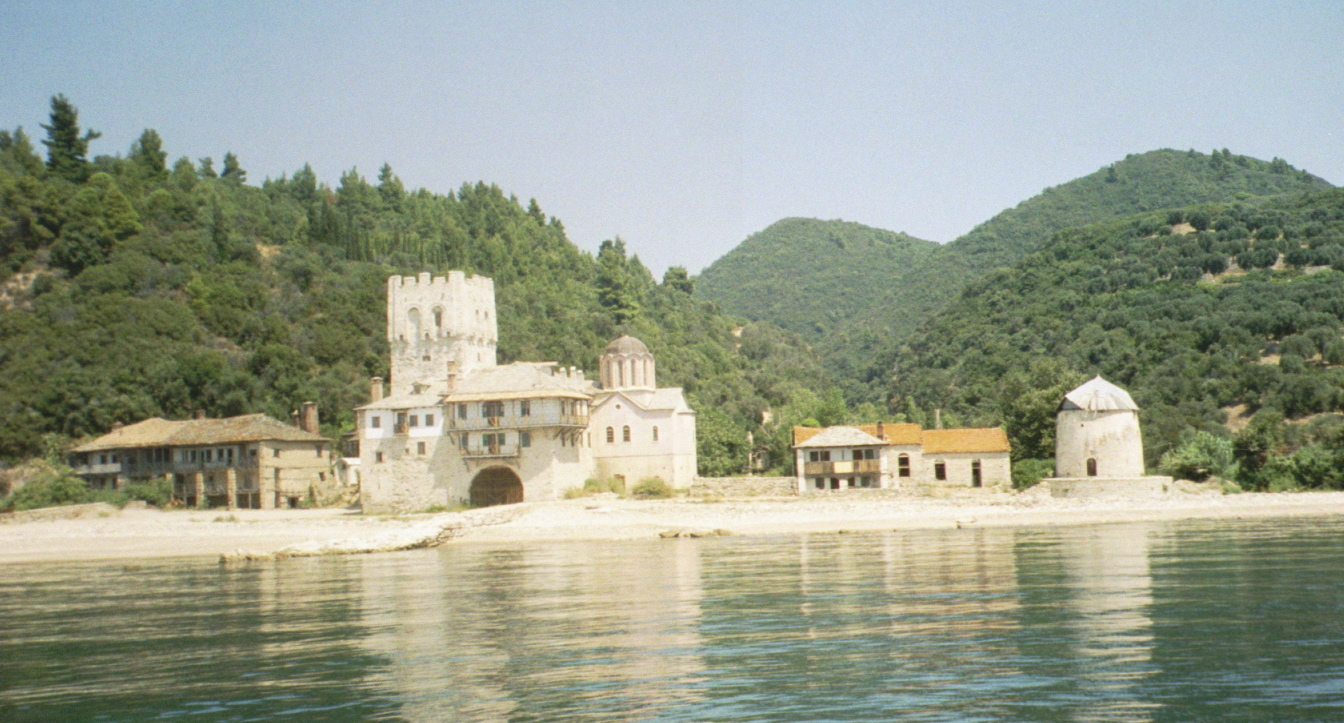
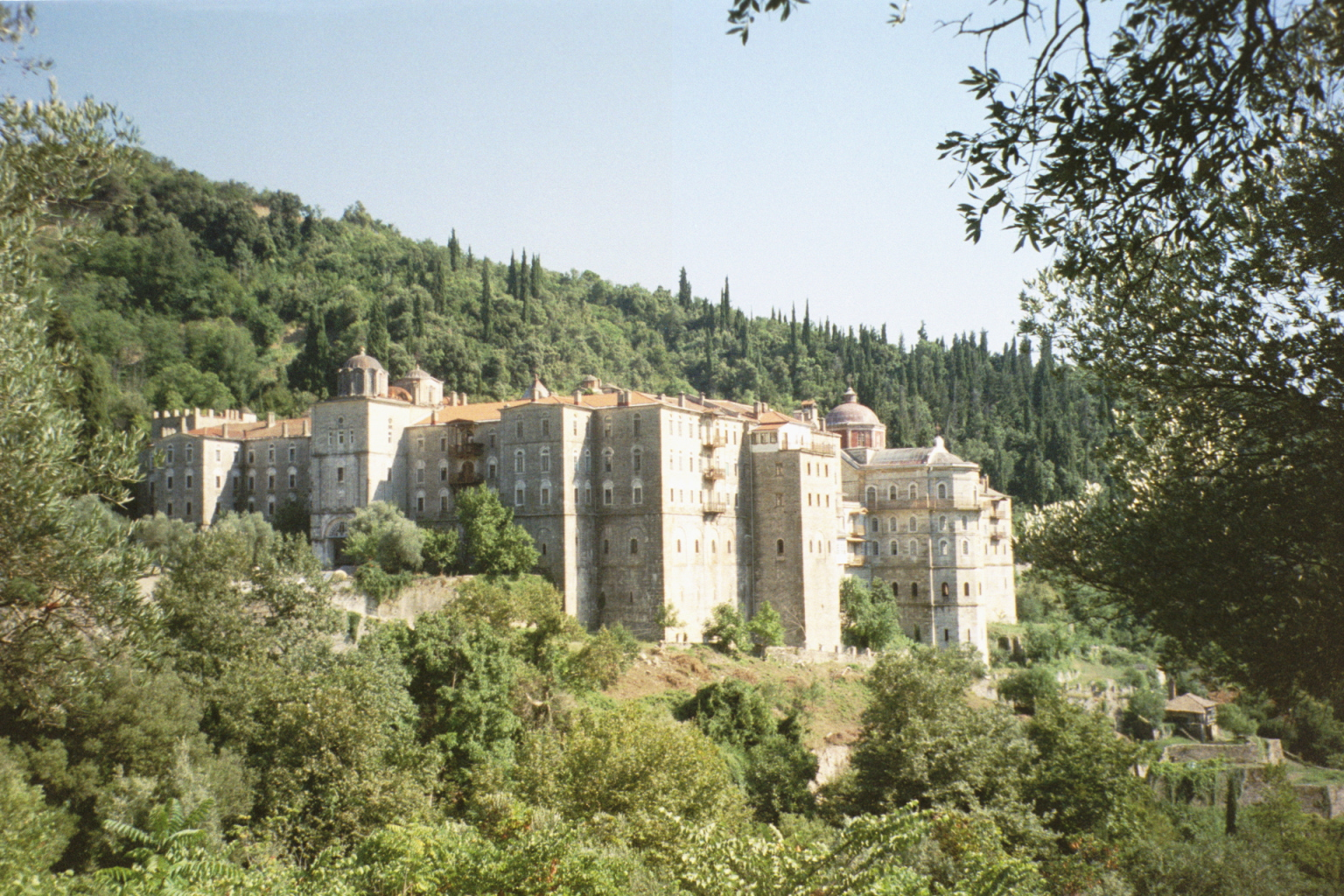
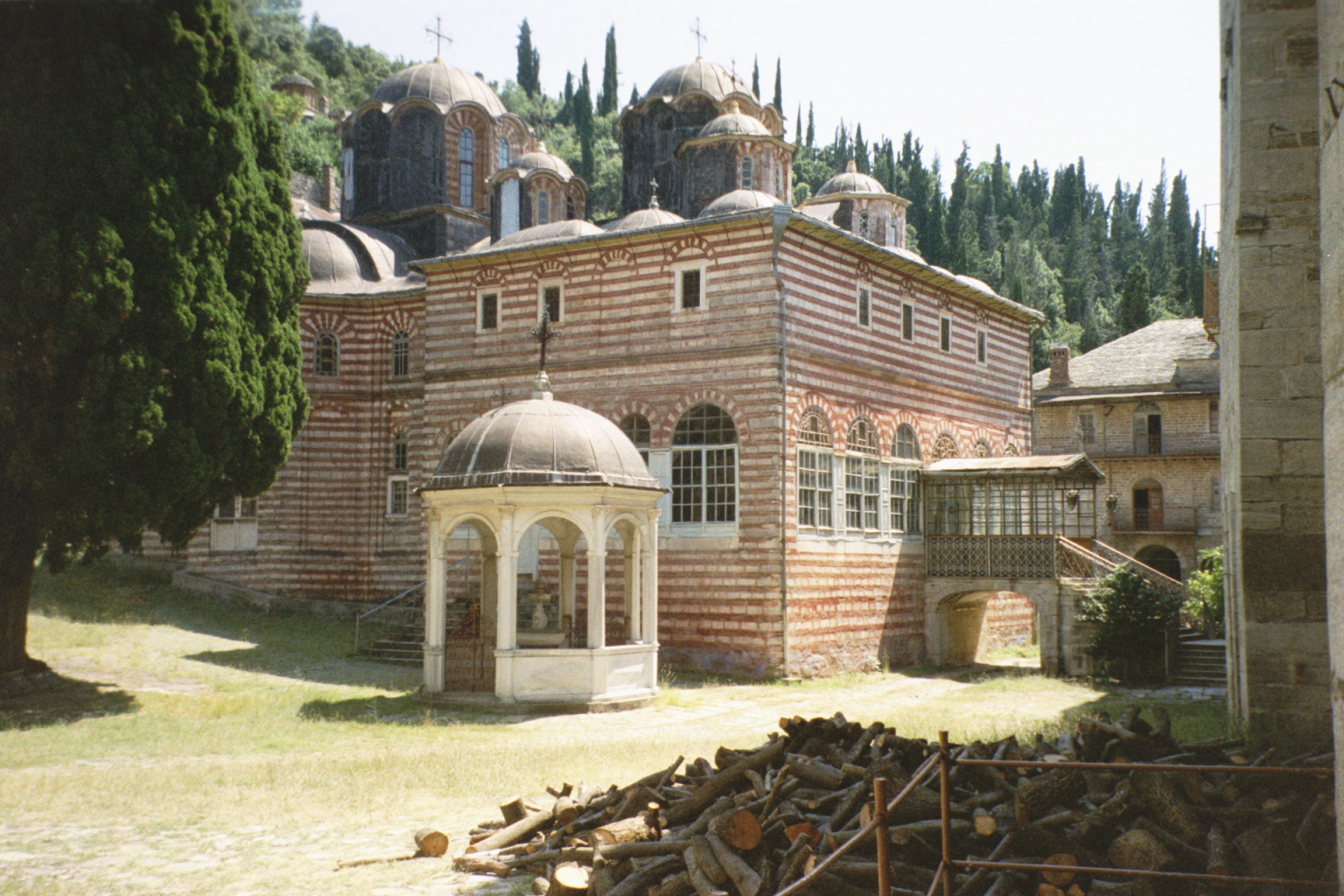